# Le Vieil-Évreux
Le Vieil-Évreux (wörtlich ‚das alte Évreux‘) ist eine französische Gemeinde mit 840 Einwohnern (Stand 1. Januar 2022) im Département Eure in der Region Normandie.

## Geografie
Le Vieil-Évreux liegt im Norden Frankreichs im Osten des Départements Eure, 83 Kilometer nordwestlich von Paris und 6 Kilometer südöstlich von Évreux, dem Hauptort des Départements Eure. Nachbargemeinden von Le Vieil-Évreux sind Fauville im Nordwesten, Gauciel im Nordosten, La Trinité im Südosten und Guichainville im Südwesten. Das Gemeindegebiet umfasst 1157 Hektar, die mittlere Höhe beträgt 123 Meter über dem Meeresspiegel, die Mairie liegt auf einer Höhe von 133 Metern. Der Weiler Cracouville gehört zur Gemeinde, er liegt südwestlich vom Ortskern.
Le Vieil-Évreux ist einer Klimazone des Typs Cfb (nach Köppen und Geiger) zugeordnet: Warmgemäßigtes Regenklima (C), vollfeucht (f), wärmster Monat unter 22 °C, mindestens vier Monate über 10 °C (b). Es herrscht Seeklima mit gemäßigtem Sommer.

## Geschichte
Gisacum ist die Ausgrabungsstätte einer religiös geprägten gallo-römischen Ortschaft auf dem Gemeindegebiet von Le Vieil-Évreux. Das Zentrum von Gisacum liegt 200 Meter nordöstlich von Cracouville. Gisacum wurde im 1. Jahrhundert erbaut und im 3. Jahrhundert verlassen. Die Gebäude von Gisacum wurden danach als öffentlicher Steinbruch zum Bau der Stadtmauer von Évreux verwendet. Das Große Heiligtum wurde ab dem 6. Jahrhundert als Nekropole genutzt. Von 1765 bis 1770 wurden die Ruinen für den Bau der Straße von Paris nach Lisieux ausgeschlachtet.
1793 erhielt Le Vieil-Évreux den Status einer Gemeinde. 1801 wurde es in Saint-Aubin umbenannt und erhielt durch die Verwaltungsreform unter Napoleon Bonaparte (1769–1821) das Recht auf kommunale Selbstverwaltung. Im Folgenden hieß die Gemeinde zuerst Saint-Aubin-du-Vieil-Évreux und ab 1845 wieder Le Vieil-Évreux.
Die Weiler Le Coudray und Cracouville wurden 1810 eingemeindet, die Ortschaft Saint-Aubin-du-Vieil-Évreux 1845.

### Bevölkerungsentwicklung
| Jahr      | 1793 | 1806 | 1841 | 1846 | 1851 | 1876 | 1936 | 1946 | 1954 | 1968 | 1990 | 2006 | 2009 | 2017 |
| Einwohner | 100  | 87   | 199  | 568  | 362  | 299  | 268  | 666  | 347  | 488  | 668  | 739  | 732  | 812  |

## Kultur und Sehenswürdigkeiten

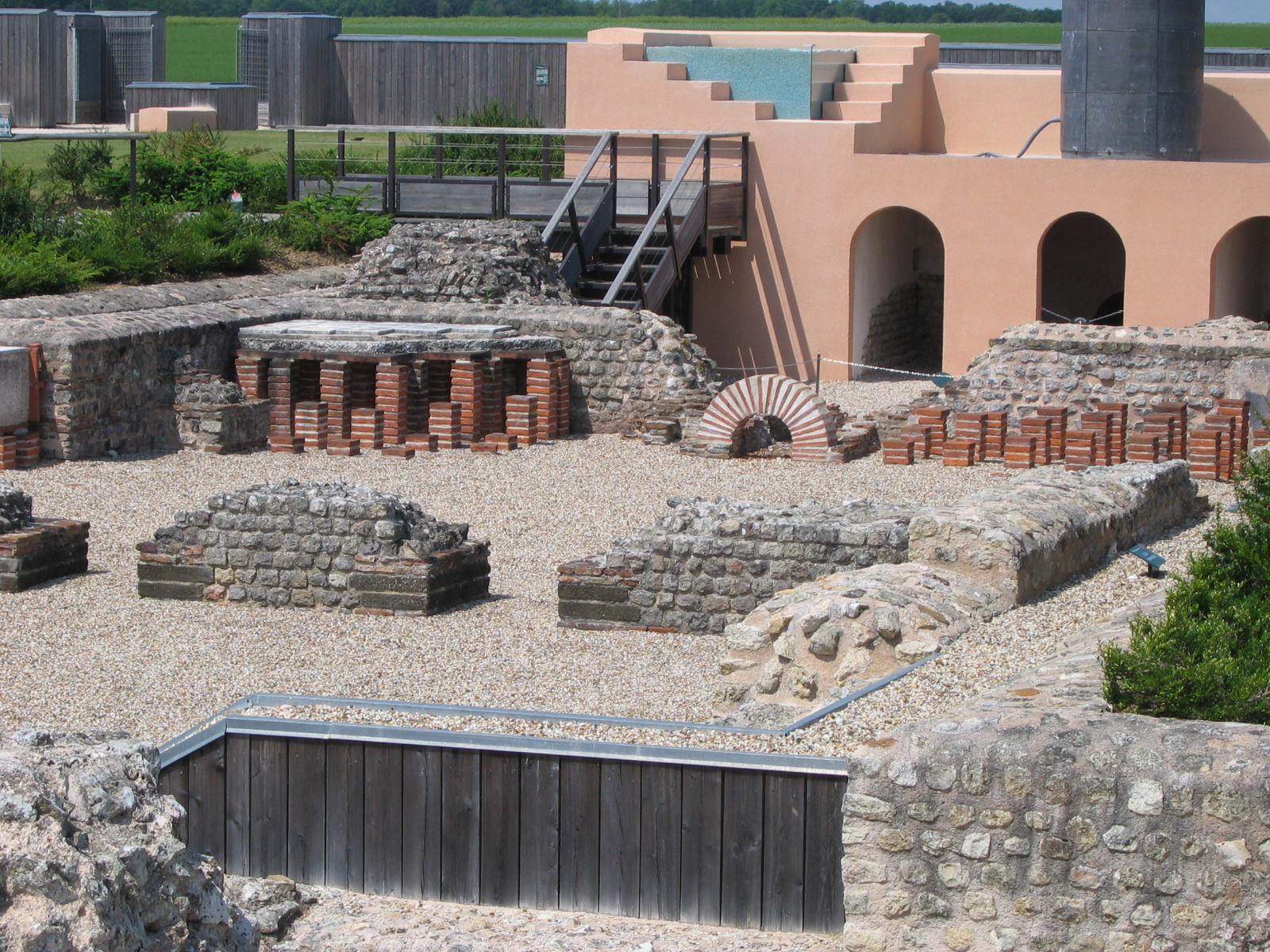
Grabungsstätte der Thermen von Gisacum

Im Jahr 2002 wurde der 2,5 Hektar große archäologische Garten der Thermen von Gisacum eröffnet. Er ist vom 1. März bis 15. November für Besucher geöffnet.
Die römisch-katholische Gemeinschaft Communauté du Vieil Evreux gehört zur Pfarrei Notre Dame du Grand Sud d’Evreux des Bistums Évreux. In der Kirche Saint-Aubin gibt es ein denkmalgeschütztes Altarretabel aus dem 17. Jahrhundert, das 1944 als Monument historique klassifiziert wurde.

### Lokale Produkte
Auf dem Gemeindegebiet gelten geschützte geographische Angaben (IGP) für Schweinefleisch (Porc de Normandie), Geflügel (Volailles de Normandie) und Cidre (Cidre de Normandie und Cidre normand).